# Adrián García Bogliano
Adrián García Bogliano (Madrid; 4 de juliol de 1980) és un director i guionista mexicà nascut a Espanya especialitzat en cinema de terror independent. Fundador i soci de la productora de cinema de la ciutat de La Plata Paura Flics. Des de fa un temps viu i treballa a Mèxic.

## Carrera
Va néixer a la ciutat de Madrid en ser fill de pares exiliats durant l'última dictadura militar argentina.
Als 19 anys, ja a l'Argentina, va aconseguir convocar a un grup d'estudiants de cinema en la Universitat Nacional de La Plata per a produir el seu primer llargmetratge: Habitaciones para turistas. La producció que trigo cinc anys a ser finalitzada, va collir desenes de premis en certàmens internacionals. Va ser estrenada i distribuïda als Estats Units, on mitjans com New York Times, “Daily Variety”, “Fangoria”, “Bloody Disgusting”, “New York Post” i “Twitch Film” van ressenyar el film de Bogliano amb excel·lents comentaris. Malgrat que a l'Argentina mai va poder estrenar-se comercialment.
Amb la seva segona pel·lícula Grité una noche, aconsegueix la renovació de l'elogi de la crítica internacional especialitzada, i li ho va comparar amb cineastes de la talla de Takashi Miike, Tarantino, Carpenter o Wes Craven. Després li van seguir els films 36 pasos, No moriré sola i Masacre esta noche.
En 2010 en Costa Rica dirigeix i escriu, al costat del seu germà, la pel·lícula Donde duerme el horror que també va ser estrenada a Guatemala i Panamà.
Sudor frío va ser la seva primera pel·lícula a estrenar-se comercialment a l'Argentina, coproduïda amb Pampa Films i distribuïda per Buena Vista International. Va comptar amb 70.000 espectadors les dues primeres setmanes en cartell.
En 2011 va migrar a Mèxic on es va unir a Mórbido Films, dirigint diverses pel·lícules de terror mexicanes. Actualment té un lloc d'importància en tal companyia i ha obtingut la nacionalitat mexicana.

## Filmografia
| Any  | Pel·lícula                                     | Rol      | Rol       | Rol        | Rol       | Rol   |
| Any  | Pel·lícula                                     | Director | Guionista | Montajista | Productor | Actor |
| ---- | ---------------------------------------------- | -------- | --------- | ---------- | --------- | ----- |
| 2004 | Habitaciones para turistas                     | Sí       | Sí        | Sí         |           |       |
| 2005 | Grité una noche                                | Sí       | Sí        | Sí         | Sí        |       |
| 2006 | 36 pasos                                       | Sí       | Sí        | Sí         |           |       |
| 2008 | No moriré sola                                 | Sí       | Sí        | Sí         |           |       |
| 2009 | Masacre esta noche                             | Sí       | Sí        | Sí         |           |       |
| 2010 | Donde duerme el horror                         | Sí       | Sí        |            |           |       |
| 2011 | Sudor frío                                     | Sí       | Sí        |            |           |       |
| 2011 | Penumbra                                       | Sí       | Sí        |            |           |       |
| 2012 | Here Comes the Devil                           | Sí       | Sí        | Sí         |           |       |
| 2012 | Plaga zombie: Zona mutante - Revolución tóxica |          |           |            |           | Sí    |
| 2014 | Late Phases: Night of the Lone Wolf            | Sí       | (noruec)  |            |           |       |

## Videografia
- Un día perfecto - Estelares
- Un show - Estelares

## Premis
- BARS 2004: Premi del públio (Habitaciones para turistas)[4]
- BARS 2005: Premi a la millor película argentina (Grité una noche)[5]
- BARS 2006: Premi al Millor Guió (36 pasos)
- BARS 2009: Millor pel·lícula (Masacre esta noche)